# Southside Johnny
John Lyon (nacido el 4 de diciembre de 1948), más conocido por su nombre artístico Southside Johnny, es un cantautor estadounidense que suele estar al frente de su banda Southside Johnny and the Asbury Jukes .
Southside Johnny ha sido considerado durante mucho tiempo el abuelo de "el sonido de Nueva Jersey ". Jon Bon Jovi ha reconocido a Southside Johnny como su "razón para cantar".

## Biografía
John Lyon nació en Neptune, Nueva Jersey, y creció en Ocean Grove, Nueva Jersey . Creció en un hogar lleno de música y con la gran colección de discos de blues y jazz de sus padres; su padre tocaba el bajo en bandas. "Crecí con la música. Escuchamos a Billie Holiday, T-Bone Walker, Muddy Waters y Big Joe Turner. A mis padres les encantaba la música, cuanto más fuerte mejor. Mi padre tocó en bandas durante años, y mi madre se puso de parto conmigo en un sórdido club de Nueva Jersey. Supongo que algunas cosas estaban destinadas a ser así”.
en 1967; Lyon se graduó de Neptune High School con Garry Tallent y Vini López, quienes jugarían con él en el futuro.

### 1975-1980
Southside Johnny alcanzó prominencia por primera vez a mediados de la década de 1970 como el segundo acto en emerger de la escena musical de Jersey Shore y ser considerado parte del sonido de Jersey Shore, siguiendo a Bruce Springsteen . Los primeros tres álbumes de Southside Johnny, I Don't Want to Go Home (1976), This Time It's for Real (1977) y Hearts of Stone (1978), fueron R&B influenciados por Stax, arreglados y producidos por el cofundador de la banda y el confederado de Springsteen, Steven Van Zandt, y en gran parte presentaban canciones escritas por Van Zandt y/o Springsteen. "I Don't Want To Go Home", escrita por Van Zandt, se convirtió en la canción insignia de Southside Johnny, una evocadora mezcla de riffs melódicos basados en la trompeta y letras sentimentales. Otras canciones notables incluyeron " The Fever ", " Talk to Me ", " This Time It's For Real ", " Love on the Wrong Side of Town " y una versión de " Hearts of Stone " de Springsteen.
En 1977, Southside Johnny y Asbury Jukes aparecieron como una banda de bar en la película <i id="mwPA">Grease</i> .
El 8 de agosto de 1979, Southside Johnny y Asbury Jukes realizaron un concierto de bienvenida en Asbury Park que fue el tema de un documental dirigido y producido por Neal Marshad llamado Southside Johnny & The Asbury Jukes en el Asbury Park Convention Center . La película se proyectó por primera vez en enero de 1980 en QUBE de Warner Cable en Columbus, Ohio.

### 1980-1990
En 1979, la banda fue abandonada por su compañía discográfica. Ahora trabajando sin Van Zandt, lanzaron The Jukes en 1979 y Love is a Sacrifice en 1980. Ninguno de estos logró mucho éxito. El primer lanzamiento oficial en vivo de la banda también salió en 1980, el álbum doble en vivo Reach Up and Touch the Sky .
En 1981, Southside Johnny y Asbury Jukes aparecieron en el programa de televisión de comedia canadiense SCTV, presentado como una "banda de bodas". Johnny y la banda tocaron tres canciones completas, incluida "The Fever", e interpretaron muchas versiones truncadas de sus otras canciones. Johnny actuó en un sketch y toda la banda apareció como punto de la trama en otro.
En 1982, Rolling Stone votó el álbum Hearts of Stone entre los 100 mejores álbumes de las décadas de 1970 y 1980.
En 1983, Southside Johnny se desempeñó como asesor técnico en la película Eddie and the Cruisers .
Durante la década de 1980, los contratos de grabación de Southside Johnny continuaron cambiando casi por álbum, pero él continuó lanzando discos: Trash It Up (1983), un álbum con influencias de freesyle-latino escrito por Billy Rush y producido por Nile Rodgers ; In the Heat (1984), un álbum que intenta llegar a la radio "Adult Contemporary"; y At Least We Got Shoes (1986), donde el guitarrista y miembro de la costa de Jersey, Bobby Bandiera, se hizo cargo de la composición y el trabajo de guitarra de Billy Rush y llevó a los Asbury Jukes a su sonido original.[cita requerida] Los créditos de composición de At Least We Got Shoes también contienen una canción coescrita por Bandiera y la cantante Patti Scialfa, conocida como colaboradora de Jukes desde el álbum de 1980 Love is a Sacrifice y que se convirtió en miembro de la E Street Band de Bruce Springsteen en 1984.
En 1985, Southside Johnny contribuyó con la canción principal de la película Tuff Turf .
En 1986, Southside contribuyó con la canción "Let Me at 'Em" a la banda sonora de la película Karate Kid II .
En 1987, Southside Johnny and the Jukes apareció en la película Adventures in Babysitting actuando en una fiesta de fraternidad universitaria. Interpretaron las canciones "Future in Your Eyes" y "Expressway to Your Heart".
En 1988, Southside Johnny lanzó su primer disco en solitario, Slow Dance, que contenía baladas y canciones de amor como "On the Air", pero también "Little Calcutta", una rara canción política que describe la vida de las personas sin hogar en la ciudad de Nueva York.[cita requerida]

### 1990
A principios de la década de 1990, Johnny vivía en el sur de California en la ciudad costera de San Clemente .

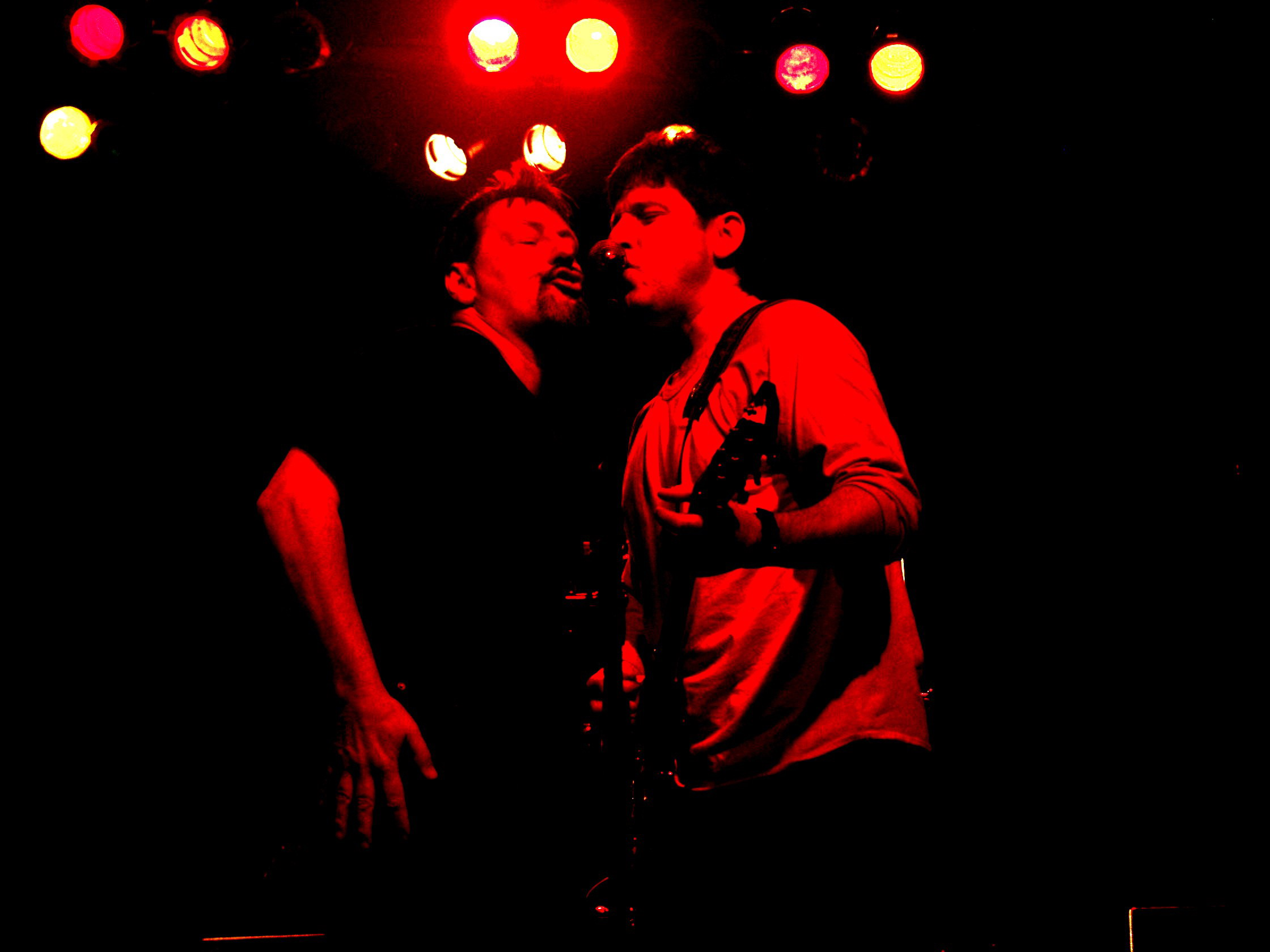
Southside Johnny y Bobby Bandiera en 2005

En 1990, Southside Johnny contribuyó con las canciones "Memories of You" y "Written in the Wind" a la película Capitán América . Además, interpretó la canción "Please Come Home for Christmas" para la película de 1990 Home Alone .
Su carrera discográfica se relanzó con el álbum Better Days (1991), que contó con la producción de Van Zandt, canciones de Springsteen e interpretaciones vocales de Van Zandt, Springsteen y Jon Bon Jovi. Con Bobby Bandiera al frente de la banda, los Jukes estaban cobrando nueva energía para una gira mundial de apoyo al álbum. Pero una vez más, la mala suerte de Southside Johnny con la industria se mostró cuando el sello discográfico quebró mientras la gira aún estaba en marcha.[cita requerida]
Southside Johnny interpretó el tema principal de la comedia televisiva Dave's World de la década de 1990, una versión de " You May Be Right " de Billy Joel .
En 1992, Johnny contribuyó con la canción "Shake 'Em Down" a la película The Mighty Ducks .
Southside Johnny finalmente se mudó a Nashville, Tennessee, y se tomó un descanso del negocio de la música. Algunos miembros de Asbury Jukes terminarían siendo parte de The Max Weinberg 7 en el programa de televisión Late Night with Conan O'Brien, mientras que otros se fueron de gira y entraron al estudio de grabación con artistas como Jon Bon Jovi, Mink DeVille ., Graham Parker y Robert Cray .[cita requerida]
En 1998, Johnny volvió a ser el centro de atención con un lanzamiento independiente titulado Spittin' Fire, un disco en vivo con una formación semiacústica de Jukes lanzado en Francia que contenía un conjunto de 20 canciones grabadas durante una serie de 10 shows en el Chesterfield Café en París., Francia.[cita requerida]

### Años 2000
Desde 2001, Southside Johnny and the Jukes han realizado giras por el Reino Unido y Europa como un evento anual, el primero desde la gira Better Days de 1992, aunque Southside y Bobby Bandiera hicieron algunos shows acústicos en 1995.
Después de una década sin contrato discográfico, Johnny finalmente fundó su propio sello discográfico en 2001 bajo el nombre de Leroy Records, y comenzó a lanzar y distribuir sus nuevos discos bajo su propio control: Messin' with the Blues (2000), Going to Jukesville ( 2002), Piezas perdidas (2004), Hacia el puerto (2005). Southside Johnny continuó actuando y mantiene una audiencia sustancial como lo demostró el DVD Live At The Opera House de 2002, filmado en una actuación con entradas agotadas en Newcastle upon Tyne .
En 2007, Southside Johnny apareció en un episodio del programa de televisión The Sopranos titulado " Chasing It ", donde interpretó la canción "Bossman" con Nancy Sinatra .
En 2008, Southside Johnny colaboró con Richie "La Bamba" Rosenberg, trombón de Asbury Jukes desde hace mucho tiempo, para romper con el sonido clásico de Asbury Jukes al clásico Big-Band Jazz. Junto con una big band de 20 piezas, grabaron un álbum de versiones de canciones escritas por Tom Waits, arregladas y dirigidas por Rosenberg. 
A partir de 2009, Southside Johnny vive nuevamente en su ciudad natal original, Ocean Grove.
En junio de 2010, se lanzó el álbum Pills and Ammo de The Jukes y recibió la mayor aclamación de la crítica desde Better Days . Las canciones fueron escritas principalmente por Southside Johnny y el teclista de Jukes, Jeff Kazee.
El 24 de septiembre de 2010, Southside Johnny and the Jukes iniciaron una gira internacional con una actuación gratuita en Overpeck Park en Ridgefield Park, Nueva Jersey. Southside Johnny y Asbury Jukes continúan siendo un elemento fijo en la escena musical del noreste de EE. UU., incluidos Nueva York, Nueva Jersey, Pensilvania, Massachusetts y Maryland, así como en todo el Reino Unido y Europa.[cita requerida]
El 2 de julio de 2011, Southside Johnny and the Jukes grabaron una presentación en vivo del álbum Men Without Women de Stevie Van Zandt en Stone Pony en Nueva Jersey para su lanzamiento en CD. El material de Men Without Women se compuso casi en su totalidad de material no utilizado originalmente grabado por Southside Johnny durante las sesiones de Hearts of Stone, luego regrabado por Van Zandt como su primer álbum en solitario.
En octubre de 2011, con su banda The Poor Fools, grabó una versión de " I'm Down " para The Beatles Complete en Ukulele .
En enero de 2013, lanzó un CD llamado Songs from the Barn con su proyecto paralelo, The Poor Fools.
El 4 de mayo de 2014, Southside Johnny encabezó el Hoboken Arts and Music Festival con 300 artistas y 30 músicos en Hoboken, Nueva Jersey.
¡El álbum más reciente de Southside Johnny and the Jukes, llamado Soultime!, fue lanzado en septiembre de 2015.
En 2017, Southside Johnny y Asbury Jukes aparecieron como ellos mismos en el episodio "Sic Transit Imperium" de la serie de televisión de Showtime Billions, interpretando "I Don't Want to Go Home" y "Looking for a Good Time".
El 11 de julio de 2020, Southside Johnny y Asbury Jukes tocaron en el primer gran concierto en Nueva Jersey durante la pandemia, tocando un Drive-In Concert en Monmouth Racetrack en Oceanport, Nueva Jersey. Asistieron más de 1,000 vehículos, y los patrocinadores se quedaron en sus autos para la presentación. En lugar de aplaudir, se tocaron bocinas en muestra de aprecio por la música.[cita requerida]

## Discografía
Fuente
- Southside Johnny & the Asbury Jukes
  - I Don't Want to Go Home (1976)
  - Live at the Bottom Line (1976)
  - This Time It's for Real (1977)
  - Hearts of Stone (1978)
  - The Jukes (1979)

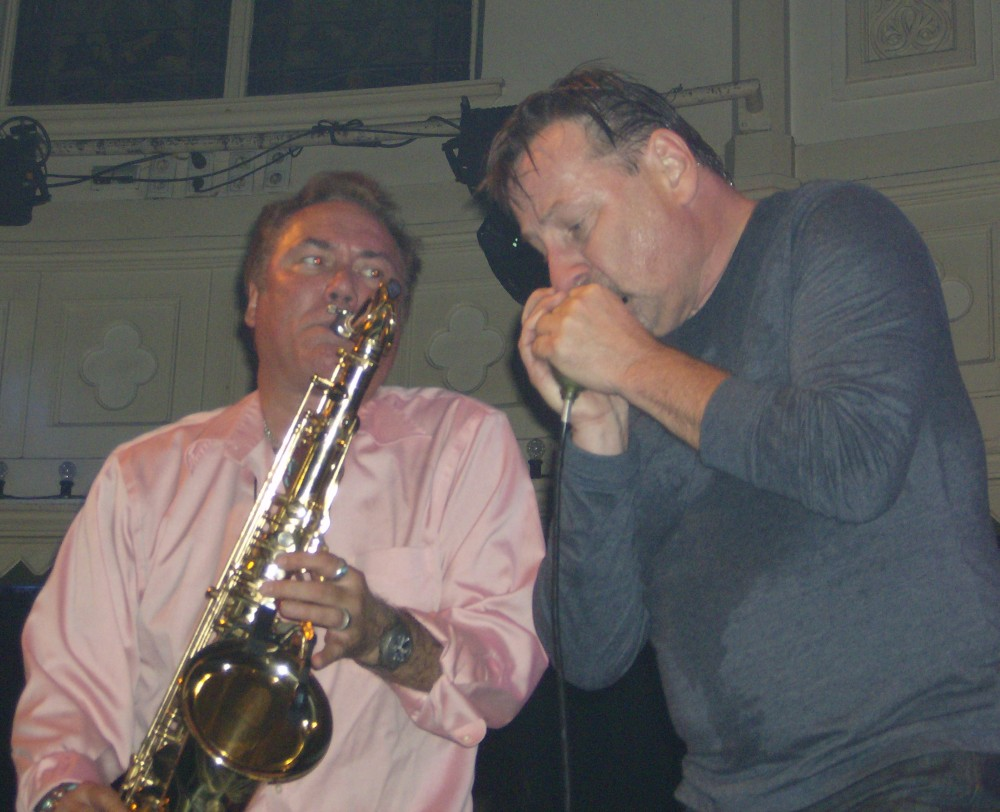
Southside Johnny y el saxofonista Joey Stann en 2007

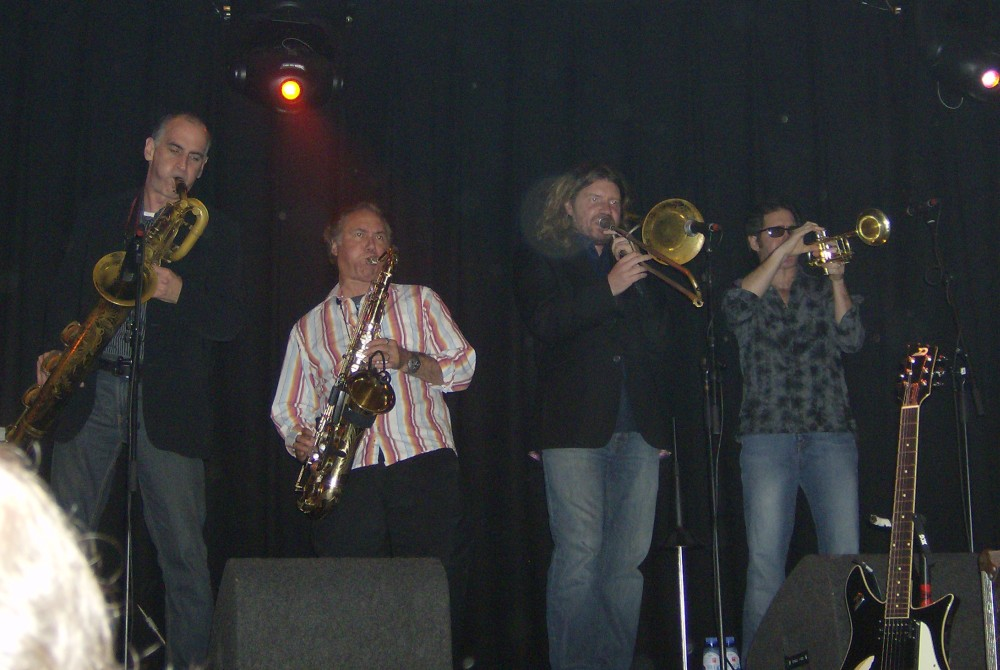
La sección de vientos de Asbury Jukes en 2006

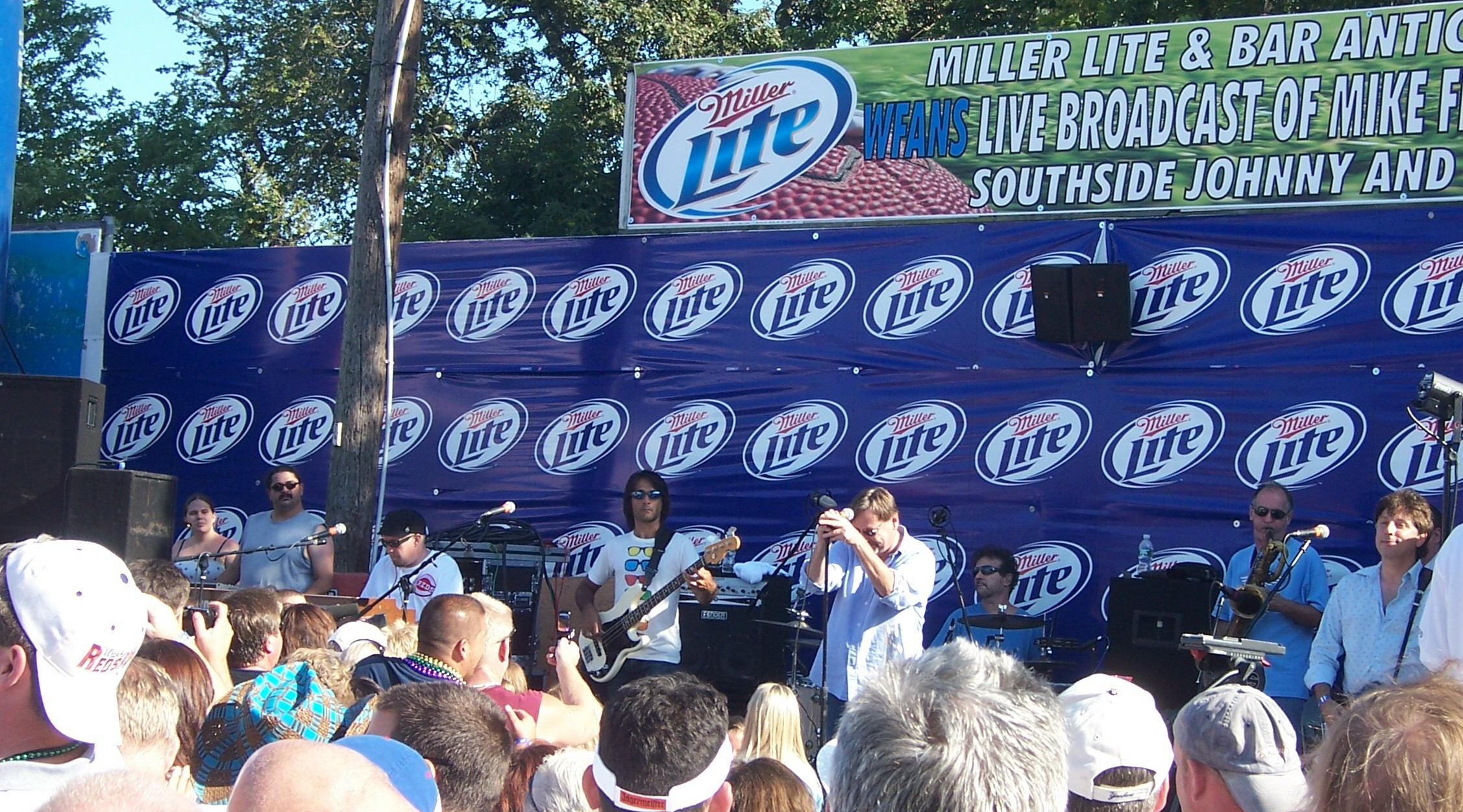
Southside Johnny y algunos más de los Asbury Jukes en su espectáculo anual de fin de verano Bar A, Lago Como, Nueva Jersey, 2008

  - Havin’ a Party With Southside Johnny (1979)
  - Love Is a Sacrifice (1980)
  - Live: Reach Up and Touch the Sky (1981)
  - Trash It Up (1983)
  - Better Days (1991)
  - Ruff Stuff (EP) (1995)
  - Live at the Paradise Theater (2000)
  - Messin' With the Blues (2000)
  - More Ruff Stuff (EP) (2000)
  - Going to Jukesville (2002)
  - Found in a Closet (EP) (2003)
  - Missing Pieces (2004)
  - Into the Harbour (2005)
  - Jukebox (2007)
  - Ruff Stuff 3 (EP) (2008)
  - From Southside to Tyneside (2008)
  - 1978: Live in Boston (2008)
  - Hearts of Stone LIVE (2009)
  - Pills and Ammo (2010)
  - Acoustic Ammo (EP) (2011)
  - Men Without Women LIVE (2012)
  - Soultime! (2015)
- Southside Johnny & the Jukes
  - Trash It Up! (1983)
  - In the Heat (1984)
  - At Least We Got Shoes (1986)
- Southside Johnny
  - Slow Dance (1988)
  - Spittin' Fire (1997) (live)
- Southside Johnny with La Bamba's Big Band
  - Grapefruit Moon: The Songs of Tom Waits (2008)
- Southside Johnny & the Poor Fools
  - Songs from the Barn (2013)
- Otras seleccionadas
  - Jersey Artists for Mankind: "We Got the Love" / "Save Love, Save Life" (1986)
  - Soundtrack: Home Alone (1990)
  - Killer Joe: Scene of the Crime (1991)
  - Rusty Cloud: Walkin' the Night (1994)
  - Rattlesnake Guitar, The Music of Peter Green: Baby When the Sun Goes Down (1997)
  - Gary U.S. Bonds: Back in 20 (2004)[22]
  - Southside Johnny & The Asbury Jukes - Live In England